# José Dirceu

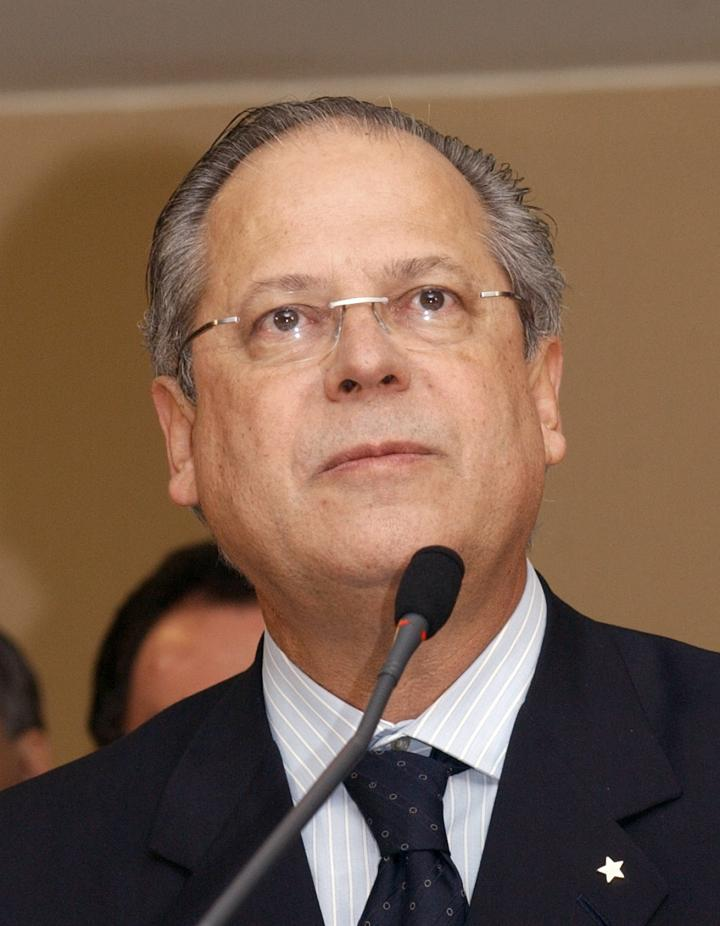
José Dirceu, 2005

José Dirceu de Oliveira e Silva, genannt José Dirceu [ʒoˈzɛ dʒiʁˈsew], (* 16. März 1946 in Passa Quatro, Minas Gerais) ist ein brasilianischer Politiker (PT).

## Leben

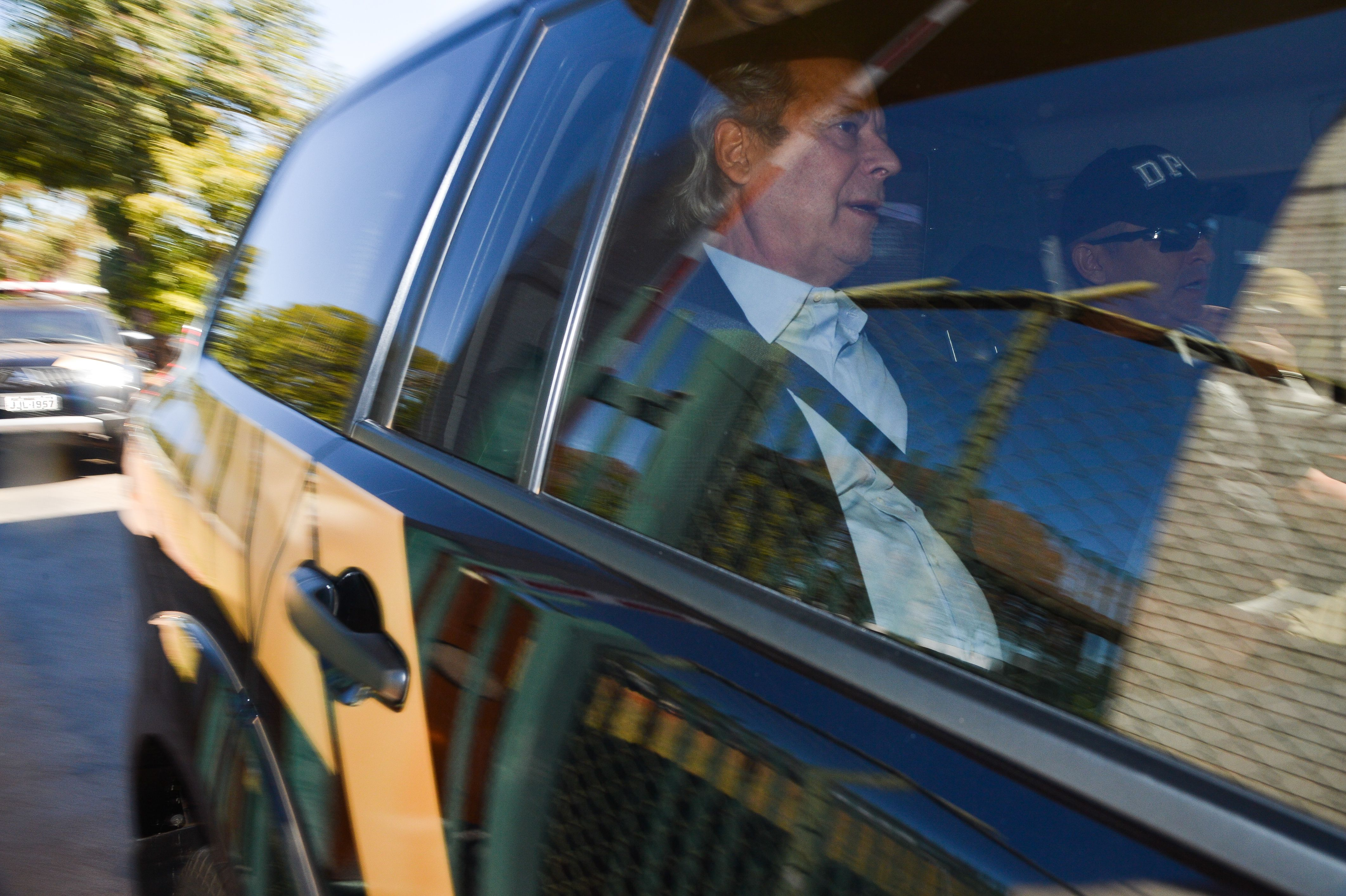
José Dirceu nach seiner Festnahme 2015

Nach dem brasilianischen Staatsstreich von 1964 schloss sich Dirceu einer bewaffneten revolutionären Gruppe an. Von 1969 bis 1975 lebte er in Kuba im Exil.
Er wurde 1986 in die Legislative des Bundesstaates São Paulo und 1990 ins Parlament gewählt, 1998 und 2002 wurde er erneut Parlaments-Abgeordneter gewählt. 2003 übernahm er den Posten des Stabschefs des brasilianischen Präsidenten Luiz Inácio Lula da Silva übernahm.
Er trat wegen Korruptionsvorwürfen im Rahmen des Mensalão-Skandals zurück.
Dirceu wurde im November 2012 wegen Bestechung und Bildung einer kriminellen Vereinigung zu zehn Jahren und sechs Monaten Haft im geschlossenen Vollzug und einer Geldstrafe von R$ 676.000 verurteilt.